# Eext
Eext is een dorp in de gemeente Aa en Hunze in de Nederlandse provincie Drenthe, nabij Gieten, gelegen op de Hondsrug. Het dorp heeft 1.450 inwoners (1 januari 2023).
Eext bestaat uit een combinatie van verschillende brinken, waaromheen van oudsher de boerderijen en woningen geschaard waren.

## Nieuwbouw
In de jaren 1970 werd aan de zuidwestzijde van het dorp een nieuwbouwwijk gecreëerd. In de jaren 1990 werd aan de noordoostzijde van het dorp een tweede nieuwbouwwijk gerealiseerd.

## Openbaar vervoer
Eext had in het verleden een station aan de spoorlijn Gasselternijveen - Assen. Eext was voorheen per busdienst bereikbaar vanuit Winschoten, Veendam, Emmen, Assen en Groningen. Sinds 2012 rijdt er geen bus meer door Eext. Wel is het dorp sinds de reconstructie van het nabijgelegen verkeersplein Gieten in 2011 weer binnendoor verbonden met de P+R en de bebouwde kom van Gieten.

## Hunebedden
In de omgeving van Eext liggen enkele hunebedden. Hunebed D14 ligt in Eexterhalte tegenover de plek waar vroeger het treinstation was.

## Sport
Eext heeft een voetbalclub, VV Eext. In de jaren veertig en vijftig van de vorige eeuw speelde de club enige jaren in de Tweede klasse van de KNVB, destijds de één na hoogste afdeling in Nederland.

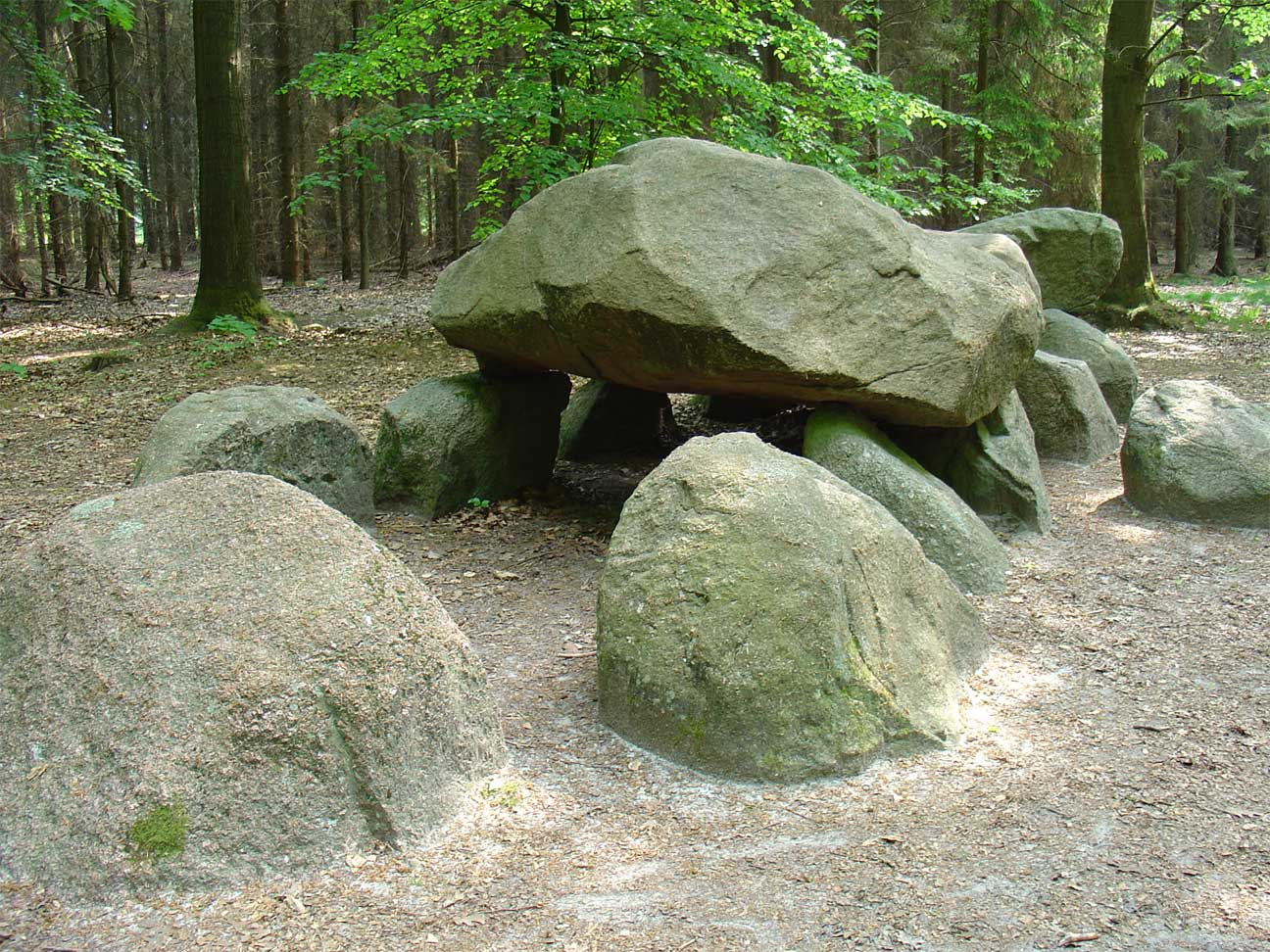
Hunebed D11, tussen Eext en Anloo
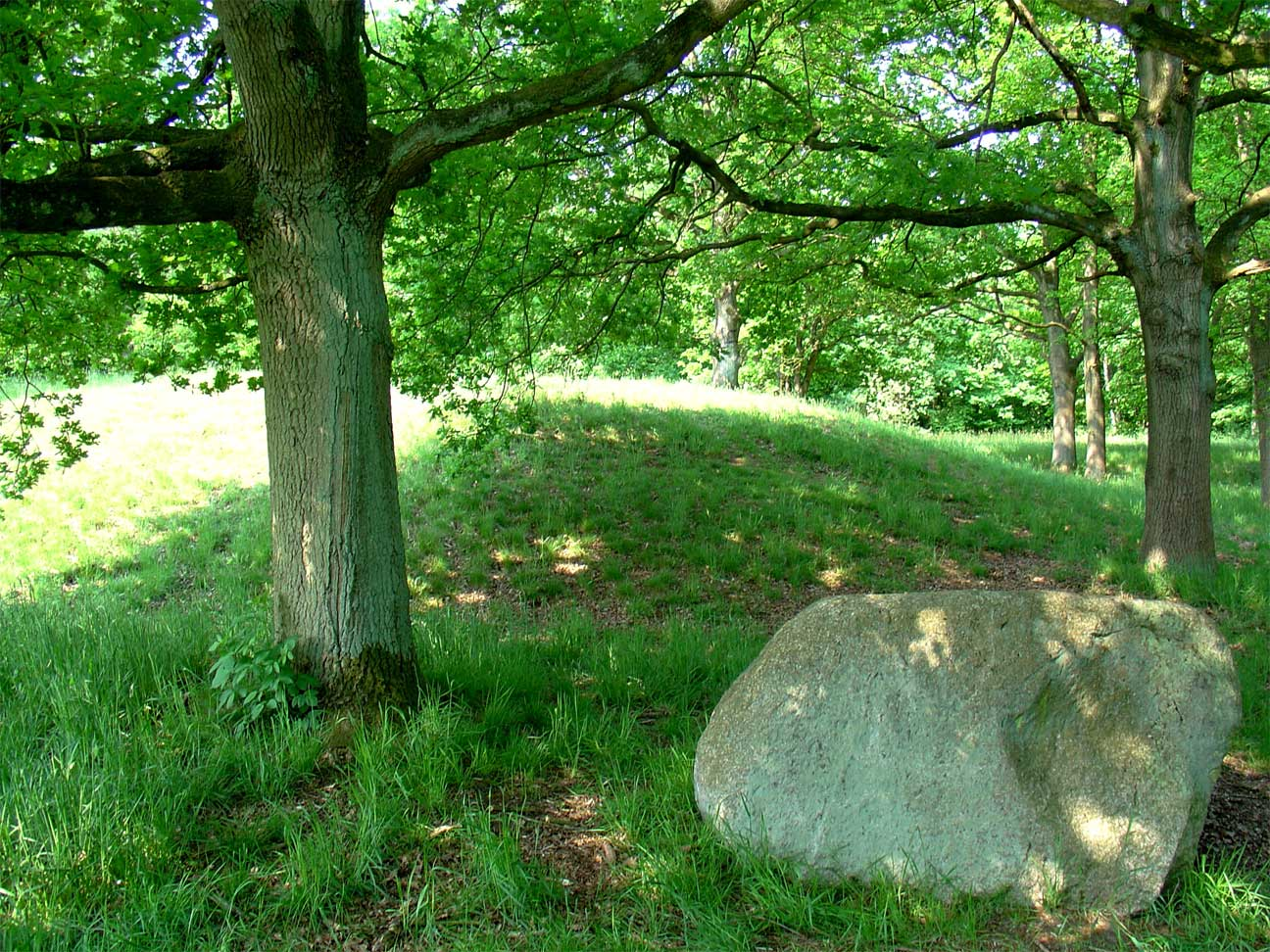
Hunebed D13 bij Eext
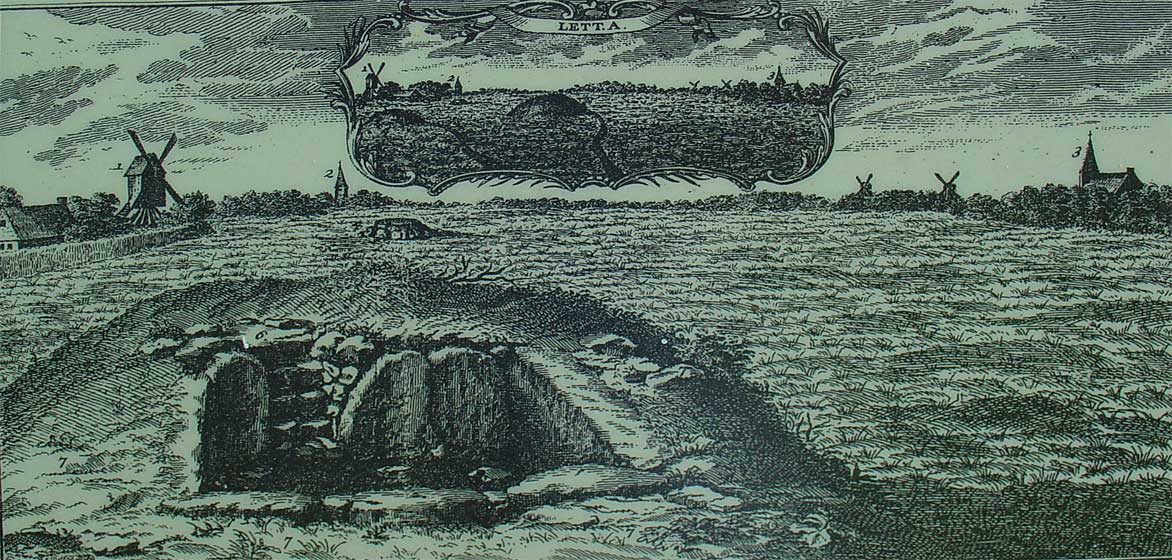
Informatiepaneel bij Hunebed D13, 1760

## Externe link

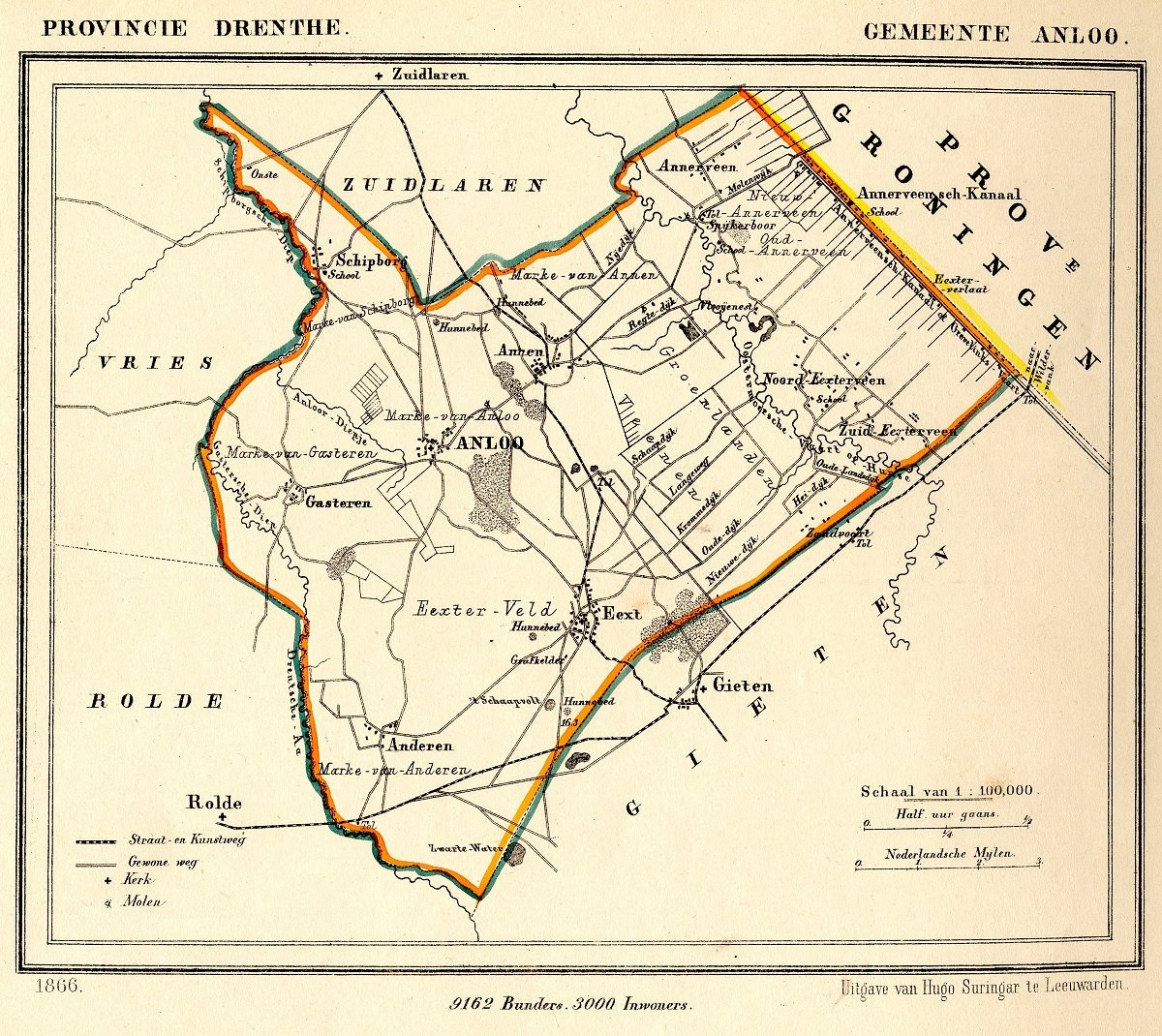
Eext op een kaart van de voormalige gemeente Anloo uit 1866